# بني واصل
قرية بني واصل هي إحدى القرى التابعة لمركز ساقلتة بمحافظة سوهاج في جمهورية مصر العربية. حسب إحصاءات سنة 2006، بلغ إجمالي السكان في بني واصل 9516 نسمة، منهم 4689 رجل و4827 امرأة.